# 吉井信謹
松平 信謹（まつだいら のぶのり） / 吉井 信謹（よしい のぶのり）は、江戸時代末期の大名、明治時代の華族。上野国吉井藩第10代（最後）の藩主、同藩初代（最後）知藩事。鷹司松平家12代。

## 生涯
嘉永6年（1853年）1月20日、出羽国米沢藩主・上杉斉憲の五男として生まれる。万延元年（1860年）5月20日、上野国吉井藩主松平信発の養子となり、元治2年（1865年）3月26日に信発の隠居にともない家督を相続する。同年3月28日、将軍徳川家茂に拝謁する。
慶応4年（1868年）2月22日、松平姓から吉井姓に改める。だが、その日に領内で大規模な世直し一揆が発生し、翌日には一揆勢に吉井宿が打ち壊されて吉井陣屋を包囲される直前で、一揆勢の要求を全て受け入れて撤退させた。
慶応4年（1868年）2月、重臣を上洛させて、新政府に恭順の姿勢を示した。同年3月、新政府軍に兵糧などを献上した。明治2年（1869年）6月24日吉井藩知事となった。同年12月26日、藩知事を辞職し、吉井藩は岩鼻県に合併、廃藩となった。明治12年（1879年）8月4日、隠居して満3歳になる長男の信宝に家督を譲った。ほどなく吉井家を離籍し、実家の上杉家に戻った。同年9月2日に上杉本家から分家し、平民になった。
明治41年（1908年）11月22日に56歳で卒去した。墓所は米沢の林泉寺上杉家奥方墓所奥の区切られた一画にある。戒名は誠岳院殿正堂玄覚居士。次男の信照は吉井分家を立て、上杉家（分家）は三男の謹一（のりかず）が継いだ。

## 遺品など
- 次男・吉井信照（陸軍士官・企業家・青年学校校長）が当時の最新式のカメラを持っており、信謹の生前の写真が吉井郷土資料館に残っている[4]。

## 系譜
父母
- 上杉斉憲（実父）
- 郁姫 - 松平頼恕の娘（実母）
- 松平信発（養父）

正室
- 千枝子 - 細川行芬の八女

子女
- 吉井信宝（長男）
- 吉井信照（次男）
- 上杉謹一（三男）

### 血筋
- 吉良義央の男系子孫である（義央の仍孫）。吉井藩1万石には三河吉良氏の旧領の一部が含まれる（緑野郡のうち白石村、ただし一村一円でなく他に佐野藩領など）[5]。
  - 吉良義央－上杉綱憲－吉憲－重定－勝煕－斉定－斉憲－吉井信謹
- 母方から鷹司家（鷹司松平家の祖・松平信平の父である鷹司信房）の血を引く。
  - 鷹司信房－信尚－教平－房輔－一条兼香－道香－八代君－徳川治保－治紀－松平頼恕－郁姫－吉井信謹